# Dawid Sześciło
Dawid Sześciło (ur. 11 lutego 1985) – polski prawnik, doktor habilitowany nauk prawnych, nauczyciel akademicki Uniwersytetu Warszawskiego, specjalista w zakresie prawa administracyjnego.

## Życiorys
Na Wydziale Prawa i Administracji Uniwersytetu Warszawskiego w 2009 otrzymał tytuł magistra, a w 2012 stopień naukowy doktora nauk prawnych w zakresie prawa. W 2016 na Wydziale Prawa, Administracji i Ekonomii Uniwersytetu Wrocławskiego na podstawie dorobku naukowego oraz rozprawy pt. Samoobsługowe państwo dobrobytu. Czy obywatelska koprodukcja uratuje usługi publiczne? uzyskał stopień doktora habilitowanego nauk prawnych w zakresie prawa. Został adiunktem Uniwersytetu Warszawskiego zatrudnionym w Instytucie Nauk Prawno-Administracyjnych, w którym pełnił funkcję kuratora Zakładu Nauki Administracji.
W 2020 zasiadł w kolegium ekspertów Instytutu Strategie 2050, związanego z ugrupowaniem Polska 2050. W 2023, po objęciu przez Katarzynę Pełczyńską-Nałęcz funkcji ministerialnej, został dyrektorem instytutu.